# Groupe HUS
Le groupe HUS (finnois : HUS-yhtymä) est une entité publique dont la mission est d'assurer la gestion du centre hospitalier universitaire d'Helsinki en Finlande. 

## Fondation
Le groupe HUS est un organisme public créé dans le cadre de la réforme des services de soins de santé, d'aide sociale et de secours réalisée par le gouvernement Marin.
Les régions de bien-être d'Uusimaa (région de bien-être d'Uusimaa de l'Ouest,région de bien-être d'Uusimaa central, région de bien-être d'Uusimaa de l'Est et région de bien-être de Vantaa et Kerava) et la ville d'Helsinki ont l'obligation légale de cofonder et d'appartenir au groupe HUS.
Le Parlement a approuvé les projets de loi sur la réforme sociale et de la santé le 23 juin 2021.

## Transferts
Dans le cadre de la réforme sociale, les opérations du district hospitalier d'Helsinki et de l'Uusimaa (ex. HUS) cesseront et les actifs, passifs, engagements du consortium HUS seront transférés au consortium HUS à créer.
Les parts des régions de bien-être d'Uusimaa et de la ville d'Helsinki dans les actifs du groupe HUS et leur responsabilité pour ses dettes sont déterminées au prorata de leurss parts de capital social.

## Missions du groupe HUS
Le groupe HUS a la responsabilité d'organiser les activités statutaires de l'hôpital universitaire et des services de soins de santé convenus dans l'accord d'organisation entre le groupe HUS et les régions de bien-être d'Uusimaa et de la ville d'Helsinki.
Les missions statutaires du groupe HUS comprennent :
- Soins médicaux spécialisés de niveau hospitalier universitaire, soins médicaux d'urgence et soins d'urgence en Uusimaa.
- Services d'enseignement et de recherche requis d'un hôpital universitaire
- Préparation aux catastrophes et intervention d'urgence et missions du Centre de préparation sociale et sanitaire[3].

## Financement des opérations du Groupe HUS
Les opérations du groupe HUS sont financées par des fonds publics reçus par les régions de bien-être d'Uusimaa et la ville d'Helsinki. 
Le groupe HUS ne reçoit pas de financement direct de l'État.
Le financement du groupe HUS pour l'enseignement et la recherche est également inclus dans le financement public reçu par les régions de bien-être d'Uusimaa et par la ville d'Helsinki .